# Scotodipnus
Scotodipnus is een geslacht van kevers uit de familie van de loopkevers (Carabidae). De wetenschappelijke naam van het geslacht is voor het eerst geldig gepubliceerd in 1860 door Schaum.

## Soorten
Het geslacht Scotodipnus omvat de volgende soorten:
- Scotodipnus alpinus Baudi di Selve, 1871
- Scotodipnus fagniezi Jannel, 1937
- Scotodipnus glaber (Baudi di Selve, 1869)
- Scotodipnus hirtus Dieck, 1869
- Scotodipnus mayeti Abeille de Perrin, 1892